# Apolodoro de Acarnas
Apolodoro de Acarnas o Apolodoro de Pasión  (en griego antiguo Ἀπολλόδωρος, Apollódōros), nacido en el 394 a. C. es conocido sobre todo por haber aparecido en varios discursos legales de Demóstenes.

## Biografía
Fue el hijo del banquero Pasión de Atenas, que murió en el 370 a. C. cuando Apolodoro tenía veinticuatro años. Después de la muerte de Pasión, su viuda se casó con Formión, un liberto de Pasión, muriendo en el año 360 a. C. Formión se convirtió así en tutor de su hijo menor Pasicles.
Entre los años 370 y 350 a. C. estuvo inmerso en un litigio prolongado contra Formión, quien había sucedido a su padre, como marido de la viuda (y madre de Apolodoro), consiguiendo ser finalmente, el mayor receptor de la herencia paterna. Han llegado hasta nosotros algunas retóricas atribuidas a Demóstenes, aunque algunos historiadores modernos las consideran falsas, como la de Apolodoro.
Demóstenes escribió el discurso de defensa Excepción en favor de Formión, que se ha conservado. En ese momento Apolodoro ocupó el cargo de arconte epónimo en Atenas. Posteriormente circuló el rumor de que Demóstenes, antes del juicio, había filtrado el discurso de defensa a Apolodoro. Apolodoro atacó después a los testigos que habían apoyado a Formión. Demóstenes escribió para Apolodoro los dos discursos existentes titulados Sobre la corona.
Apolodoro estuvo implicado en muchas causas, escribiendo Demóstenes los discursos para él. El último de ellos fue Contra Neera, una hetera de alrededor del 340 a. C. Apolodoro fue extremadamente rico y fue investido con la liturgia de trierarquía dos veces, en un momento en que era inusual para una persona que desempeñara ese servicio público por el enorme gasto que implicaba.